# Władimir Garin
Władimir Garin, ros. Владимир Гарин (ur. 26 stycznia 1987 w Sankt Petersburgu, zm. 24 czerwca 2003 w pobliżu wsi Sosnowo) – rosyjski aktor. Grał główną rolę w rosyjskim filmie Powrót. Zginął śmiercią tragiczną – utonął w jeziorze na dzień przed światową premierą filmu.
Laureat nagrody dla najlepszego aktora na festiwalu w Gijón (2003).